# Amphipoea ussuriensis
Amphipoea ussuriensis là một loài bướm đêm trong họ Noctuidae.